# Hondón de los Frailes
Hondón de los Frailes (en valenciano, el Fondó dels Frares) es una localidad y municipio español situado en el interior de la provincia de Alicante, en la comarca del Vinalopó Medio, en la Comunidad Valenciana. Cuenta con 1132 habitantes (INE 2018), tiene una extensión de 12,6 km² y su clima es mediterráneo árido. Se encuentra a 413 m s. n. m. y a 45 km de Alicante.

## Historia
Histórico emplazamiento de la romana Inlumbam. El topónimo proviene del hecho de haberse fundado durante el dominio feudal de los Padres Dominicos del Ilustre Colegio de Predicadores de Orihuela, propietarios del Señorío de Redován el cual contaba como anexo las tierras denominadas Hondones.
En 1498, D. Jaime de Santangel, señor de Redován y Bailé General de Orihuela, se apropió de las tierras comuneras que hoy ocupan el término de Hondón de los Frailes, incorporándolos como anexo al Señorío de Redován, y que había sido fundado por él mismo en 1490 bajo jurisdicción del Fuero Alfonsino.
En 1614 los frailes dominicos compran el señorío de Redován y por ende, las tierras anexas denominadas Hondones.
Alrededor de 1698 una serie de campesinos procedentes de la cercana población de Novelda, solicitaron a los frailes dominicos la posibilidad de construir un pueblo sobre las tierras que ellos mismos habían ido roturando. A lo cual, aceptaron favorablemente a cambio de que se construyese así el primer templo parroquial del Hondón con la misma advocación de la Virgen de la Salud, patrona de Redován y constituyéndose así una nueva aldea denominada Hondón de los Frailes, en alusión a sus propietarios los padres dominicos del Ilustre Colegio de Predicadores, que venían ostentando el señorío de Redován desde el año 1614.
En 1810 con motivo de la nueva organización de las prefecturas impuesta por la ocupación napoleónica de José I, pasó a depender del Departamento del Río Segura, con capital en Murcia, volviendo a incluirse en la provincia de Alicante, una vez acabó la ocupación francesa. En 1822 paso a depender de la provincia de Murcia, retornando definitivamente en 1833 a la provincia de Alicante.
En virtud de las Desamortizaciones promovidas por el Trienio liberal (1820–1823), con el Real Decreto de 19 de febrero de 1836 se despojan a los Domincos de las propiedades del Señorío de Redován. Con lo cual se conforma como pedanía dependiente del nuevo Ayuntamiento de Redován, hasta que en 1840 se segregó de Redován, incorporándose al municipio de Hondón de las Nieves, y permaneciendo adscrito a éste hasta 1926, cuando finalmente se constituyó en un municipio independiente.
Durante la Guerra Civil de 1936 a 1939 se denominó Hondón Libre, volviendo a recuperar su nombre original al acabar la contienda.

## Geografía
La superficie del término abarca unos 12,6 km² y está limitada por la Sierra de los Frailes (718 m s. n. m. en la Solana), la de Crevillente y la de Albatera. Hay posibilidad de practicar el senderismo en diferentes rutas como por ejemplo la de Jaime, el Barbudo, o la de los Moros, donde se podría encontrar un yacimiento romano. También son dignas de mención las cuevas del Sastre y del Sentenero.
Los ciclistas también suelen visitar las carreteras del municipio que se ha convertido, gracias a su orografía y la proximidad a las playas, en un lugar donde proliferan las segundas residencias.
Desde Barbarroja viene la CV-845 en dirección a Aspe.
Asimismo, se inicia la CV-873 hacia Albatera y la Autovía del Mediterráneo.

## Geografía humana

### Demografía
Cuenta con una población de 1310 habitantes (INE 2024).
| Gráfica de evolución demográfica de Hondón de los Frailes entre 1930 y 2021 |
| |
| Población de derecho según los censos de población del INE. Población de hecho según los censos de población del INE.Entre el censo de 1930 y el anterior, aparece este municipio porque se segrega del municipio 03077 (Hondón de las Nieves). |

| Nacionalidad | Hombres | Mujeres | Total | %     | Proporción |
| ------------ | ------- | ------- | ----- | ----- | ---------- |
| Española     | 324     | 271     | 595   | 47.1% |            |
| Extranjera   | 315     | 351     | 666   | 52.8% |            |

| País        | Hombres | Mujeres | Total | %     | Proporción |
| ----------- | ------- | ------- | ----- | ----- | ---------- |
| Reino Unido | 210     | 229     | 439   | 65.9% |            |
| Alemania    | 12      | 10      | 22    | 3.3%  |            |
| Francia     | 7       | 5       | 12    | 1.8%  |            |
| Italia      | 5       | 6       | 11    | 1.7%  |            |
| Rumania     | 0       | 5       | 5     | 0.7%  |            |
| Rusia       | 0       | 4       | 4     | 0.6%  |            |
| Argentina   | 0       | 3       | 3     | 0.4%  |            |
| Bolivia     | 1       | 2       | 3     | 0.4%  |            |
| Colombia    | 0       | 3       | 3     | 0.4%  |            |
| Bulgaria    | 0       | 1       | 1     | 0.1%  |            |
| Cuba        | 1       | 0       | 1     | 0.1%  |            |
| Ecuador     | 1       | 0       | 1     | 0.1%  |            |
| Marruecos   | 1       | 0       | 1     | 0.1%  |            |
| Perú        | 1       | 0       | 1     | 0.1%  |            |
| Polonia     | 0       | 1       | 1     | 0.1%  |            |
| Ucrania     | 0       | 1       | 1     | 0.1%  |            |

### Economía
Predomina en esta población la agricultura de secano, siendo los principales cultivos los viñedos, los olivos y los almendros. También tiene industrias de derivados del mármol, calzado y, en menor medida, construcción, carpintería metálica, cooperativas de vinos y productos hortofrutícolas y una fábrica de bolsas de papel para embolsar la uva de denominación de origen Uva de mesa embolsada Vinalopó. Más de la mitad de su población activa está empleada en actividades agrarias (65 %), mientras que un porcentaje más reducido (25 %) trabaja en el sector secundario, y tan solo una pequeña parte de la población (10 %) se dedica a las tareas propias del sector terciario.

#### Evolución de la deuda viva
El concepto de deuda viva contempla solo las deudas con cajas y bancos relativas a créditos financieros, valores de renta fija y préstamos o créditos transferidos a terceros, excluyéndose, por tanto, la deuda comercial.
| Gráfica de evolución de la deuda viva del ayuntamiento entre 2008 y 2014                             |
| |
| Deuda viva del ayuntamiento en miles de Euros según datos del Ministerio de Hacienda y Ad. Públicas. |

La deuda viva municipal por habitante en 2014 ascendía a 41,64 €.

## Administración y política
El Ayuntamiento está gobernado por el PP, que en las elecciones municipales de España de 2023 obtuvo 7 concejales. Por su parte, el PSPV-PSOE obtuvo 2.
| Periodo   | Nombre                     | Partido                           |
| --------- | -------------------------- | --------------------------------- |
| 1979-1983 | Ramón Navarro Cremades     | UCD                               |
| 1983-1987 | Francisco Lledó Pérez      | CDS - Centro Democrático y Social |
| 1987-1991 | Aurelio Cremades Galiana   | AP                                |
| 1991-1995 | Juan Luis Huerta Llaniella | CDS - Centro Democrático y Social |
| 1995-1999 | Eleuterio Jover García     | PSPV-PSOE                         |
| 1999-2003 | Eleuterio Jover García     | PP                                |
| 2003-2007 | Eleuterio Jover García     | PP                                |
| 2007-2011 | Eleuterio Jover García     | PP                                |
| 2011-2015 | Eleuterio Jover García     | PP                                |
| 2015-2019 | Eleuterio Jover García     | PP                                |
| 2019-2023 | Eleuterio Jover García     | PP                                |
| 2023-act. | Eleuterio Jover García     | PP                                |

## Edificios de interés
Hay una pequeña muestra de restos arqueológicos de época romana y árabe y la iglesia de la Virgen María de la Salud, creada por los dominicos en el siglo XIX.

## Gastronomía
Los vinos de la Cooperativa, el arroz con conejo y caracoles, las pelotas, los gazpachos, la toña, la coca boba y los rollos de amor son una muestra de la gastronomía local.